# La Jigua (ort)
La Jigua är en ort i Honduras.   Den ligger i departementet Departamento de Copán, i den västra delen av landet, 200 km nordväst om huvudstaden Tegucigalpa. La Jigua ligger 628 meter över havet och antalet invånare är 971.
Terrängen runt La Jigua är huvudsakligen kuperad, men åt nordost är den platt. Runt La Jigua är det ganska tätbefolkat, med 104 invånare per kvadratkilometer. Närmaste större samhälle är Florida, 3,6 km väster om La Jigua. Omgivningarna runt La Jigua är en mosaik av jordbruksmark och naturlig växtlighet.